# Mildenau
Mildenau település Németországban, azon belül Szászország tartományban. Lakosainak száma 3402 fő (2023. december 31.).

## Népesség
A település népességének változása:
| Lakosok száma | 3393 | 3409 | 3389 | 3412 | 3402 |
|               | 2017 | 2019 | 2021 | 2022 | 2023 |